# Dicranomyia hardyana
Dicranomyia hardyana là một loài ruồi trong họ Limoniidae. Chúng phân bố ở miền Australasia.